# Lữ đoàn Cơ giới số 72

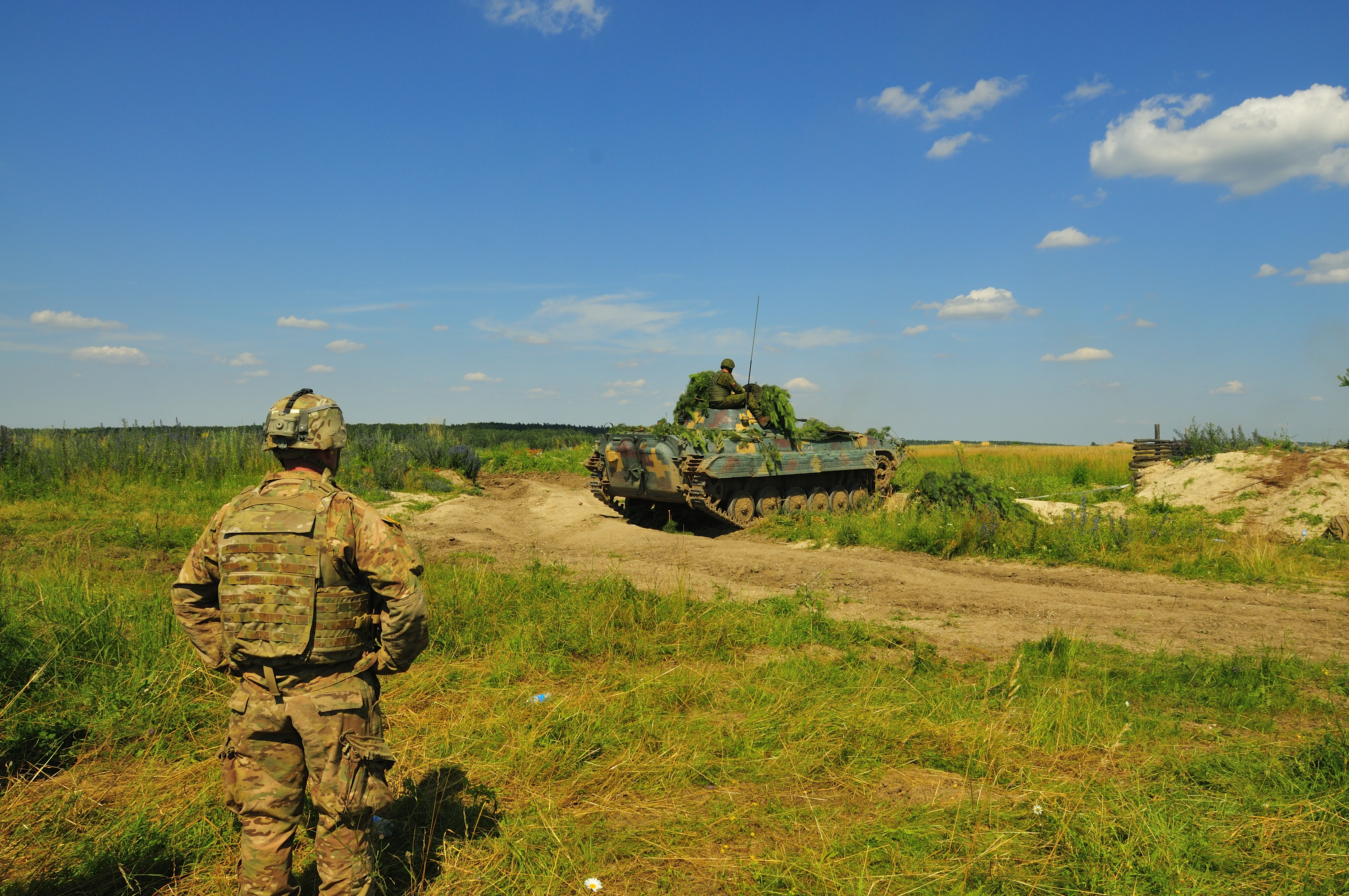
Lữ đoàn Cơ giới số 72

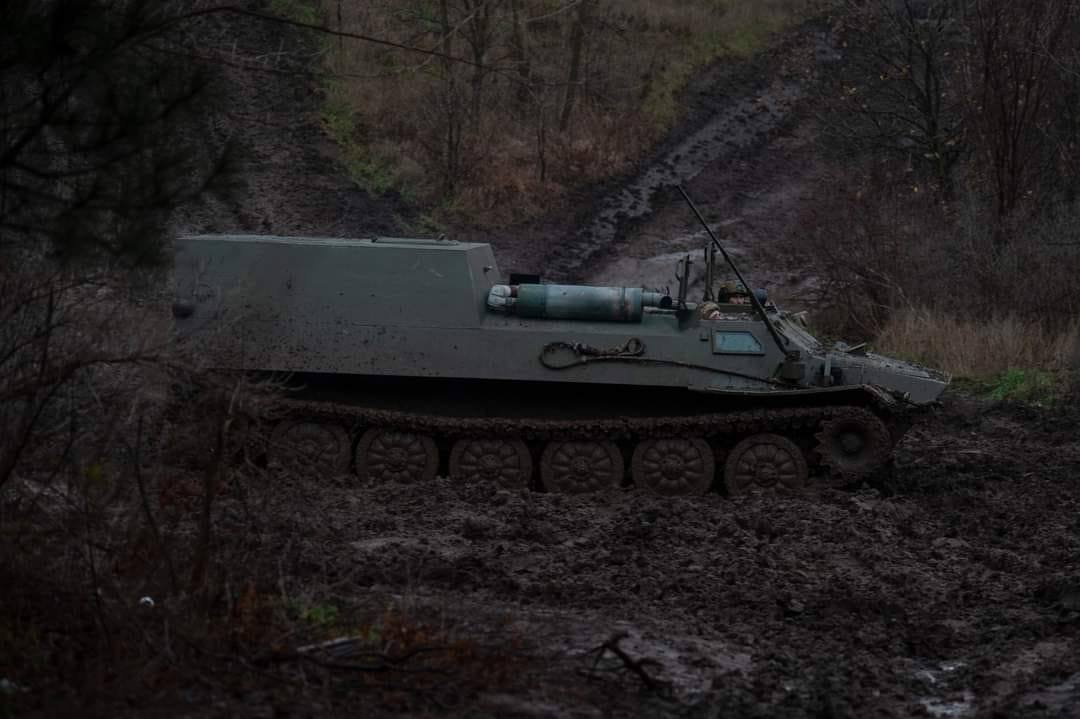
Trang bị hiện đại của Lữ đoàn Cơ giới số 72

Lữ đoàn Cơ giới số 72 (72nd Mechanized Brigade) tên đầy đủ là Lữ đoàn Cơ giới Độc lập 72 mang tên Hắc Zaporozhia (72nd Separate Mechanized Brigade named after the Black Zaporozhians) là một lữ đoàn bộ binh cơ giới của Lực lượng Lục quân Ukraina. Đơn vị này đóng quân tại Bila Tserkva, tỉnh Kyiv. Đây là một lữ đoàn giàu truyền thống quân sự từ thời Xô Viết nhưng đã xoá bỏ truyền thống này để tiếp thu các tiêu chuẩn quân sự của phương Tây. Lữ đoàn Cơ giới 72 đóng một vai trò quan trọng và chiến lược trong quân đội Ukraina, đặc biệt là kể từ khi cuộc xung đột ở Donbas bùng nổ vào năm 2014 và sau đó là cuộc xâm lược toàn diện của Nga vào năm 2022. Lữ đoàn 72 nổi tiếng với khả năng phòng thủ kiên cường và đã được triển khai đến những khu vực giao tranh ác liệt nhất, lực lượng này thường được giao nhiệm vụ giữ vững các tuyến phòng thủ quan trọng, ngăn chặn các cuộc tấn công của đối phương và duy trì sự ổn định trên mặt trận, với khả năng cố thủ ác chiến và trấn thủ các khu vực rộng lớn cho thấy tầm quan trọng chiến thuật của lữ đoàn này.

## Lịch sử
Lữ đoàn này được thành lập từ các đơn vị Ukraina của Quân đội Liên Xô sau khi Ukraine độc lập và có nguồn gốc từ Sư đoàn Súng trường 29 trong Thế chiến II, ban đầu là Sư đoàn Súng trường 29 của Lực lượng Lục quân Liên Xô được thành lập vào ngày 5 tháng 12 năm 1941, sư đoàn đã được tái tổ chức trở thành Lữ đoàn súng trường cận vệ số 7, một phần của Quân đoàn súng trường cận vệ số 33. Vào tháng 10 năm 1953, đơn vị lại được tổ chức lại trở thành một sư đoàn. Trong Chiến tranh Lạnh, sư đoàn này được duy trì ở mức quân số 25%, với một trung đoàn có quân số đầy đủ. Sau khi Ukraina giành độc lập, đơn vị này được tái tổ chức và trở thành một phần của Lực lượng Vũ trang Ukraina. Năm 1992, Đại tá Volodymyr Lytvyntsev–Tư lệnh Sư đoàn bộ binh cơ giới cận vệ số 72 của Quân khu Kiev được phong quân hàm Thiếu tướng. Ngày 23 tháng 8 năm 1995, Đại tá Nikolai Nikolaevich Tsytsyursky, Tư lệnh Sư đoàn bộ binh cơ giới số 72, Quân đoàn số 1 thuộc Quân khu Odessa, được phong quân hàm Thiếu tướng. Theo sắc lệnh ngày 23 tháng 8 năm 1998, tư lệnh sư đoàn Đại tá Grigoriy Pedchenko được thăng hàm thiếu tướng. Vào ngày 18 tháng 11 năm 2015, danh hiệu Cờ Đỏ ("Red Banner") của lữ đoàn đã bị gỡ bỏ như một phần của việc xóa bỏ các giải thưởng và danh hiệu của Liên Xô trên toàn Lực lượng vũ trang. Tiếp đến, vào ngày 22 tháng 8 năm 2016, danh hiệu "Cận vệ" của đơn vị này cũng đã bị xóa bỏ. Vào năm 2017, Lữ đoàn được đặt tên theo "Hắc Zaporozhia" (Chorny Zaporozhtsi), một đơn vị kỵ binh nổi tiếng của Cộng hòa Nhân dân Ukraina trong Chiến tranh giành độc lập Ukraina (1917–1921). Đây là một chuỗi các hành xử để xoá bỏ triệt để truyền thống quân sự Xô Viết của đơn vị này. Vào tháng 12 năm 2019, lữ đoàn đã nhận được một tiêu chuẩn danh dự cá nhân (Korogwa) dựa trên biểu tượng lịch sử của Trung đoàn kỵ binh Cossack đen. 

## Chiến tích

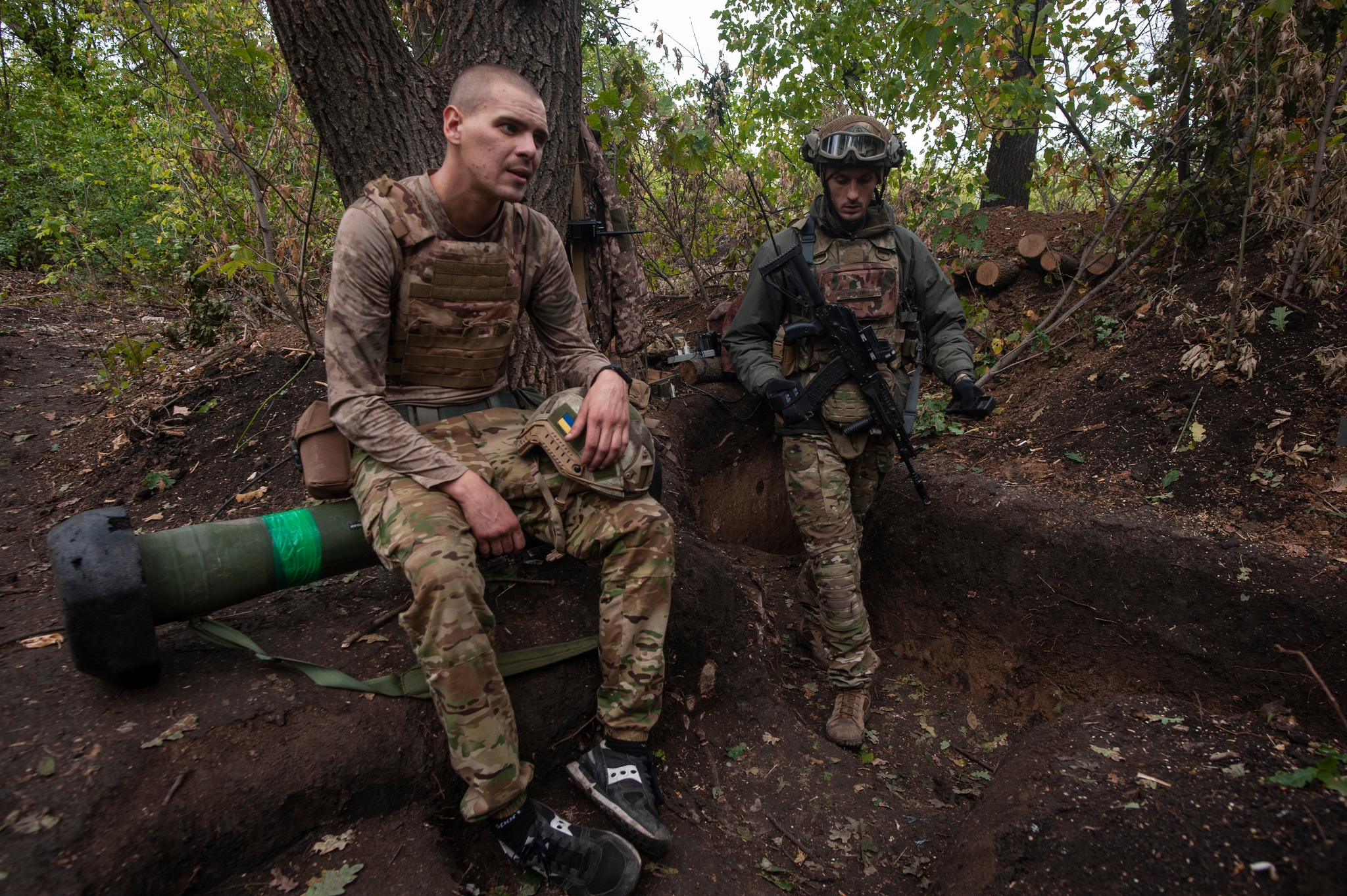
Các binh sĩ của Lữ đoàn 72

Đây là một trong những lữ đoàn quan trọng và có bề dày kinh nghiệm chiến đấu của quân đội Ukraina, đóng vai trò then chốt trong nhiều chiến dịch quan trọng. Lữ đoàn Cơ giới 72 đã tham gia vào nhiều cuộc xung đột kể từ khi thành lập, đặc biệt là trong Chiến tranh Donbas (từ năm 2014) và sau đó là cuộc xâm lược toàn diện của Nga vào Ukraina năm 2022. Lữ đoàn này nổi tiếng với khả năng phòng thủ kiên cường và đã đối đầu với các cuộc tấn công dữ dội của quân đội Nga ở nhiều điểm nóng trên tiền tuyến, đơn vị này được trang bị cả xe tăng T-64 cho phép họ thực hiện cả nhiệm vụ tấn công và phòng thủ với hỏa lực đáng kể. Lữ đoàn 72 đã đóng vai trò quan trọng trong việc bảo vệ Kyiv trong những ngày đầu của cuộc xâm lược Ukraine năm 2022 và sau đó tham gia các trận chiến khốc liệt ở Donbas, đặc biệt là tại trận Vuhledar. Lữ đoàn 72 đã dành gần hai năm (từ đầu năm 2023) để bảo vệ thị trấn kiên cố Vuhledar, đẩy lùi nhiều đợt tấn công lớn của Nga và gây thiệt hại nặng nề cho đối phương, đặc biệt là về xe tăng và xe bọc thép, cuối cùng thì Lữ đoàn này phải rút lui do bị áp đảo, nhưng sự kháng cự quyết liệu tại Vuhledar đã tiêu hao đáng kể lực lượng Nga và đã kìm chân, làm chậm đà tiến công của Nga ở khu vực này. Lữ đoàn đã nhận được giải thưởng "Commendation for Courage and Valour" (Tuyên dương lòng dũng cảm và quả cảm) từ Tổng thống Volodymyr Zelenskyy vào tháng 5 năm 2022 do thành tích xuất sắc trong việc phòng ngự thủ đô.